# 신지민 (가수)
신지민(1996년 3월 6일 ~ )은 대한민국의 가수이다. 2015년 싱글 앨범 [예뻐]로 데뷔했다.

## 방송
- K팝스타 4 (2014) - Top18(11위)
- 우리가 사랑한 그 노래 새가수 (2021) - Top21(14위)
- 싱어게인3 (2023) - Top77

## 음반
- 예뻐 (2015)
- 시원함이 되어줄게 (2017)
- 네가 이쁘다고 (2020)
- 너라서 가능해 (2020)
- 하시절 (2020)
- 엄마가 바람났다 OST Part.5 (2020)
- 소년 (2020)
- 퍼즐 (2021)
- 그래서 내가 왔잖아 (2021)
- 네겐 모든 색이 다 들어있어 (2021)